# Hannelore Huber (Psychologin)
Hannelore Huber (* 30. April 1945 in Eichendorf, Bayern; † 7. November 2017 in Wien) war eine österreichische Psychologin und Verhaltenstherapeutin.

## Familie
Hannelore Huber war ab 1973 mit dem ehemaligen Autorennfahrer Günther Huber verheiratet. Das Paar hat zwei Kinder, Günther (* 22. Juli 1975) und Markus (* 9. November 1977).

## Psychologin und Therapeutin

### Akademische Ausbildung
Nach der Volksschule in Wien und dem Bundesgymnasium in Klosterneuburg studierte sie an der Philosophischen Fakultät der Universität Wien im Hauptfach Psychologie. Mit der Dissertation Auswirkungen geringer Kohlenmonoxid-Konzentrationen auf Vigilanz und computeranalysierte Hirnpotentiale erlangte sie 1972 den Doktorgrad.

### Karriere
Nach dem Studium arbeitete sie von 1972 bis 1974 beim Magistrat Wien in der Kinderübernahmsstelle im 9. Bezirk. In dieser Zeit absolvierte sie auch eine Ausbildung als Verhaltenstherapeutin.
Bereits im Oktober 1972 wurde sie Mitglied des Berufsverbandes österreichischer Psychologen (B.ö.P. später BÖP). Später erwarb sie zusätzlich eine Mitgliedschaft in der Österreichischen Gesellschaft für Verhaltenstherapie (ÖGVT). Ab 1973 verlagerte sie ihren Arbeitsbereich nach St. Pölten und begann in der Familienberatung im Magistrat St. Pölten. Gleichzeitig half sie beim Beginn und Aufbau der Familienberatung – Rat & Hilfe der Diözese St. Pölten und war dort Mitarbeiterin bis Ende 2011. 2004 begann sie eine Ausbildung zur Trauma-Therapeutin (EMDR). Als Mediatorin konnte sie ihr umfangreiches Wissen an Patienten weitergeben.
Ab dem 1. Januar 2012 arbeitete sie ausschließlich in ihrer eigenen Praxis als klinische Psychologin, Gesundheitspsychologin und Verhaltenstherapeutin mit Kindern, Jugendlichen und Erwachsenen. Die Berufstätigkeit beendete sie im Frühjahr 2017.